# Црв
Црв је назив за вишећелијске животиње са меким, ваљкастим тијелом без удова, које се покрећу пузањем. Ријеч црв се у свакодневном говору користи за различите и несродне групе животиња, па и за оне које само део свога живота проведу у црволиком облику — нпр. ларве исеката. Ријеч црв нема таксономску вриједност.
Црволики облик тијела се еволуцијски показао врло успјешним, јер црви насељавају готово све дијелове свијета, од морских и слатководних до копнених станишта. Копнени црви доприносе кружењу супстанци у екосистему. Посебни су паразитски црви, који насељавају унутрашњост других организама и прехрањују се њиховим ткивом или храном. У медицинској се терминологији људски паразити црволиког облика, као што су глисте и тракавице, називају хелминти, а проучава их хелминтологија, специјализована грана паразитологије.
Представници сљедећих група свој читави животни вијек проведу као црви:
- глисте (Nematoda)
- чланковити црви
- немертине (Nemertea)
- пљоснати црви
- нематоморпха (Nematomorpha)